# Daryl Impey
Daryl Impey (ur. 6 grudnia 1984 w Johannesburgu) – południowoafrykański kolarz szosowy.
Karierę zawodową rozpoczął w 2008. 4 lipca 2013 podczas Tour de France 2013 został pierwszym afrykańskim kolarzem w historii zdobywcą koszulki lidera Tour de France.

## Najważniejsze osiągnięcia
2004
- 1. miejsce na 5. etapie Giro del Capo

2007
- 1. miejsce na prologu i 2. etapie Giro del Capo
- 1. miejsce na 11. etapie Tour du Maroc

2008
- 1. miejsce na 6. etapie Herald Sun Tour

2009
- 1. miejsce w Tour of Turkey
  - 1. miejsce na 4. etapie
- 2. miejsce w mistrzostwach RPA (start wspólny)

2011
- 1. miejsce w mistrzostwach RPA (jazda ind. na czas)
- 2. miejsce w Tour du Maroc
  - 1. miejsce na 8. etapie
- 3. miejsce w Tour of South-Africa

2012
- 1. miejsce na 2. etapie Vuelta al País Vasco
- 1. miejsce na 2. etapie Tour de Slovénie

2013
- 1. miejsce na 2. etapie Vuelta al País Vasco
- 1. miejsce na 2. etapie Bayern Rundfahrt
- 5. miejsce w Eneco Tour
- lider klasyfikacji generalnej Tour de France po 6. etapie (przez dwa etapy)
- 1. miejsce w mistrzostwach RPA (jazda ind. na czas)
- 2. miejsce w mistrzostwach świata (jazda druż. na czas)

2014
- 1. miejsce w Tour of Alberta
  - 1. miejsce na 5. etapie
- 1. miejsce na 3. etapie Bayern-Rundfahrt
- 7. miejsce w Tour Down Under
- 4. miejsce w Grand Prix Cycliste de Québec
- 1. miejsce w mistrzostwach RPA (jazda ind. na czas)
- 2. miejsce w mistrzostwach RPA (start wspólny)

2015
- 7. miejsce w Tour Down Under
  -  1. miejsce w klasyfikacji sprinterskiej
- 2. miejsce w Vuelta Ciclista a La Rioja
- 1. miejsce w mistrzostwach RPA (jazda ind. na czas)
- 2. miejsce w mistrzostwach RPA (start wspólny)

2016
- 1. miejsce w mistrzostwach RPA (jazda ind. na czas)

2017
- 1. miejsce na 6. etapie Volta a Catalunya
- 1. miejsce w mistrzostwach RPA (jazda ind. na czas)

2018
- 1. miejsce w Tour Down Under
- 3. miejsce w Cadel Evans Great Ocean Road Race
- 1. miejsce w mistrzostwach RPA (jazda ind. na czas)
- 1. miejsce w mistrzostwach RPA
- 1. miejsce w klasyfikacji punktowej Critérium du Dauphiné
  - 1. miejsce na 1. etapie

2019
- 1. miejsce w Tour Down Under
  - 1. miejsce na 4. etapie
- 3. miejsce w Cadel Evans Great Ocean Road Race
- 1. miejsce w mistrzostwach RPA (jazda ind. na czas)
- 1. miejsce w mistrzostwach RPA (start wspólny)
- 1. miejsce na 9. etapie Tour de France

2020
- 3. miejsce w Cadel Evans Great Ocean Road Race

2021
- 2. miejsce w La Drôme Classic

2022
- 1. miejsce na 4. etapie Tour de Suisse

## Rankingi
| Rok              | 2006 | 2007 | 2008 | 2009 | 2010 | 2011 | 2012 | 2013 | 2014 | 2015 | 2016 | 2017 | 2018 | 2019 | 2020 | 2021 | 2022 | 2023  |
| ---------------- | ---- | ---- | ---- | ---- | ---- | ---- | ---- | ---- | ---- | ---- | ---- | ---- | ---- | ---- | ---- | ---- | ---- | ----- |
| UCI World Tour   |      |      |      |      |      |      | 169. | 79.  | 72.  | 78.  | 144. | 122. | 30.  |      |      |      |      |       |
| World Ranking    |      |      |      |      |      |      |      |      |      |      | 371. | 285. | 33.  | 31.  | 68.  | 310. | 445. | 2072. |
| UCI Europe Tour  | -    | -    | 593. | 100. |      | 554. |      |      |      |      | -    | -    | 400. |      |      |      |      |       |
| UCI Asia Tour    | 92.  | 81.  | -    | -    |      | 277. |      |      |      |      | -    | -    | -    |      |      |      |      |       |
| UCI America Tour | -    | -    | -    | -    |      | -    |      |      |      |      | 250. | -    | -    |      |      |      |      |       |
| UCI Oceania Tour | -    | -    | -    | 28.  |      | -    |      |      |      |      | -    | -    | -    |      |      |      |      |       |
| UCI Africa Tour  | 55.  | 16.  | 114. | 7.   |      | 18.  |      |      |      |      | 58.  | 84.  | 10.  | 1.   | 1.   | 8.   | 15.  | -     |
|                  |      |      |      |      |      |      |      |      |      |      |      |      |      |      |      |      |      |       |
| Źródło: UCI      |      |      |      |      |      |      |      |      |      |      |      |      |      |      |      |      |      |       |